# Franziskanerkloster Kadaň

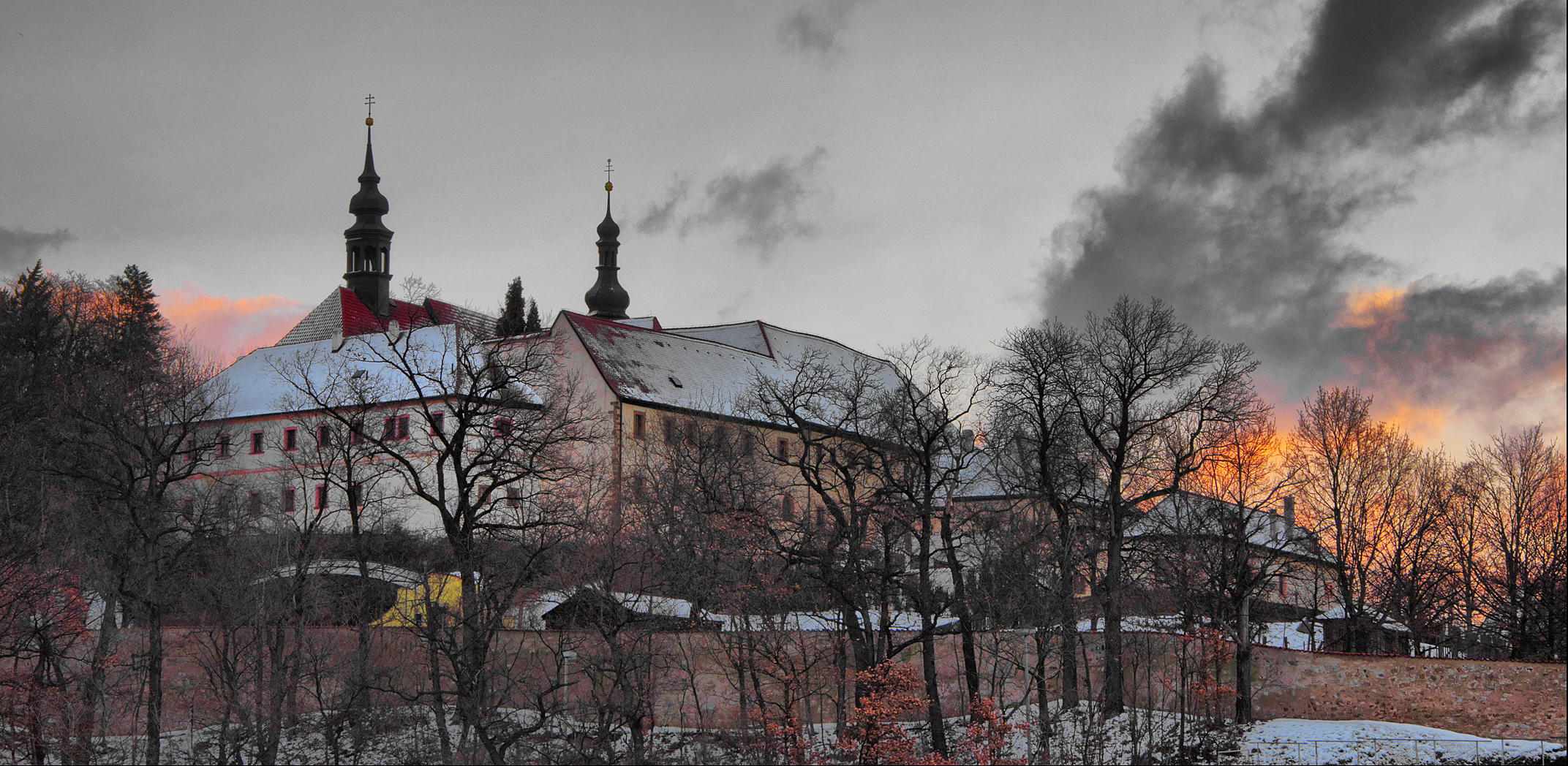
Franziskanerkloster in Kadaň

Das Franziskanerkloster der Vierzehn Nothelfer in Kadaň (tschechisch Františkánský klášter Čtrnácti sv. Pomocníků v Kadani) ist ein ehemaliges Franziskanerkloster in Kadaň, Tschechien. Das Kloster gehört zu den Nationalen Kulturdenkmälern Tschechiens.

## Geschichte

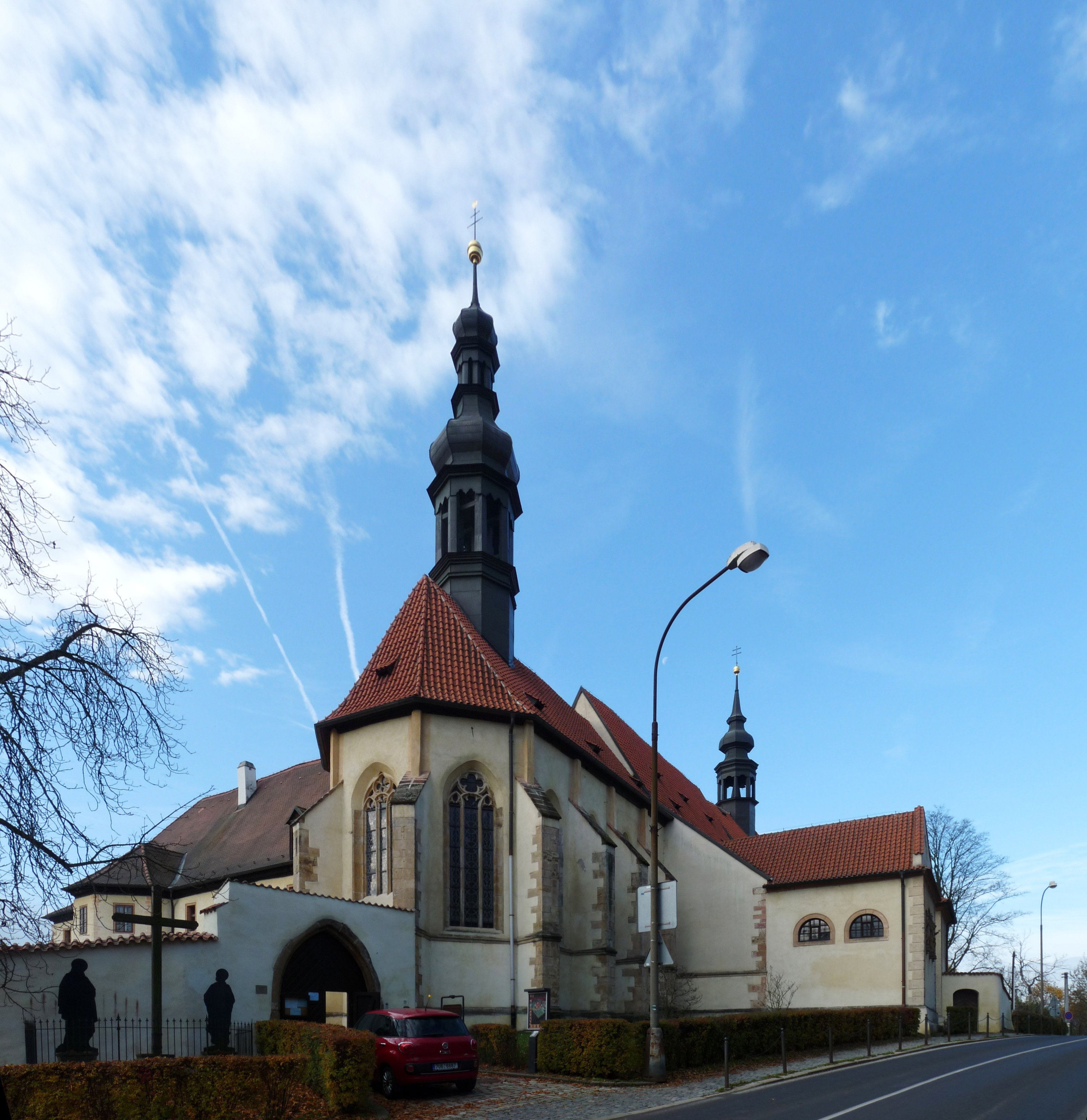
Franziskanerkloster in Kadaň

Die Geschichte des Franziskanerklosters der Vierzehn Nothelfer geht auf eine 1469 erstmals erwähnte Kapelle zurück, an die 1473 die ersten Franziskaner ein provisorisches Gebäude anbauten. 1480 wurde die Kirche mit drei Schiffen eingeweiht. Die Kirche war die letzte Ruhestätte der Herren von Lobkowicz. Das Wachstum des Klosters wurde durch den Dreißigjährigen Krieg gehemmt. In der zweiten Hälfte des 17. Jahrhunderts kam es zur Restaurierung. Während der Josephinischen Reformen entkam das Kloster 1785 nur knapp der Auflösung.
Nach dem ruhigen 19. Jahrhundert mussten die Franziskaner während des Zweiten Weltkrieges das Kloster der deutschen Wehrmacht überlassen. 1950 wurde das Kloster geschlossen und erst nach dem Fall der kommunistischen Regierung wurde es von 1991 bis 1994 von einigen Franziskanern weiterbetrieben. Danach wurde das Gebäude dem Bistum Leitmeritz abgetreten. Das Bistum vermietete das Klostergebäude 1995 der Stadt Kadaň, welche die Sanierungsarbeiten einleitete und danach hier das Städtische Museum unterbrachte. Das Kloster ist heute ein Nationales Kulturdenkmal. Im Kloster werden außer den Museumsausstellungen Führungen angeboten.
Unterhalb des Klosters liegt die Talsperre Kadaň.